# Ponzano Romano
Ponzano Romano – miejscowość i gmina we Włoszech, w regionie Lacjum, w prowincji Rzym.
Według danych na rok 2004 gminę zamieszkiwało 1028 osób, 54,1 os./km².